# Hadena trisagittata
Hadena trisagittata là một loài bướm đêm trong họ Noctuidae.